# Bazylika kolegiacka Wniebowzięcia Najświętszej Maryi Panny w Kaliszu
Bazylika kolegiacka Wniebowzięcia Najświętszej Maryi Panny w Kaliszu – kościół w Kaliszu, w Śródmieściu, przy placu św. Józefa, wzniesiony w 1353 z fundacji abpa Jarosława z Bogorii i Skotnik w miejscu wcześniejszego, przebudowany po 1790, późnobarokowy, z gotyckim prezbiterium; kościół farny, od 1359 kolegiata, od 1978 bazylika mniejsza; wpisany do rejestru zabytków w 1965. 
Bazylika pełni też funkcję sanktuarium św. Józefa z Nazaretu. 

## Architektura
Gotyckie prezbiterium kościoła, powstałe prawdopodobnie na początku XIV wieku, przykryte jest sklepieniem gwiaździstym. Dzięki dokonanej przez arcybiskupa gnieźnieńskiego Jarosława Bogorię Skotnickiego fundacji z 1359, do prezbiterium dobudowano trójnawowy korpus główny w stylu gotyckim. W 1783 ks. Stanisław Kłossowski, kustosz kolegialny, wyburzył przylegający do kościoła pałac arcybiskupów, w wyniku czego 3 sierpnia 1783 roku doszło do katastrofy budowlanej, w wyniku której zniszczeniu uległa fasada kościoła oraz część środkowa kościoła do prezbiterium i ściana południowo-wschodnia. Do 1790 do gotyckiego prezbiterium i dwóch zakrystii z kapitularzem dobudowano nową dłuższą nawę główną w stylu barokowym, wraz z wieżą. Po zniszczeniach, w 1948 zrekonstruowano zwieńczenie wieży.
W 2016 podczas prac remontowych odkryto wykonany z piaskowca gotycki maswerk z XIV wieku.

## Sanktuarium św. Józefa

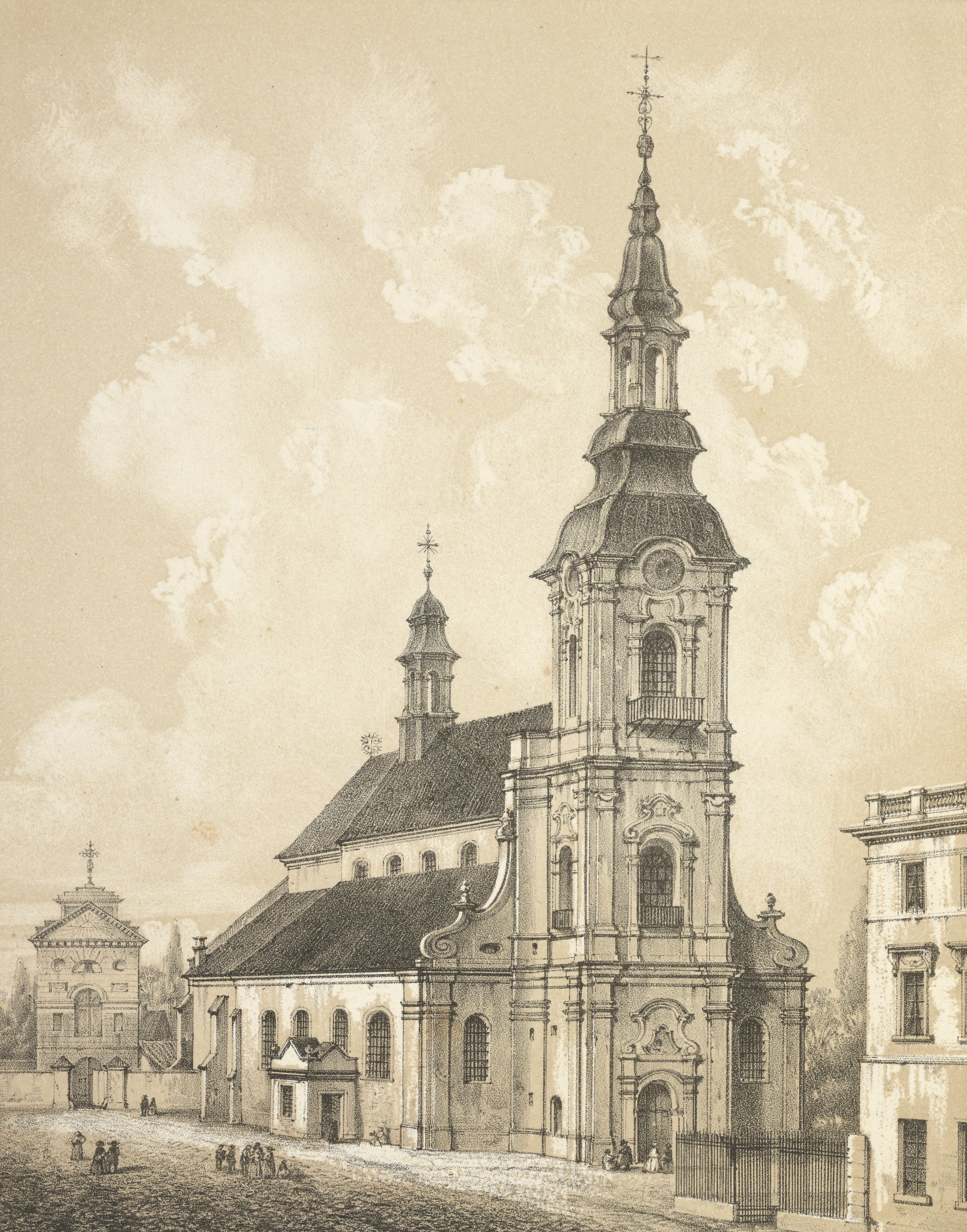
Widok kościoła przed 1858

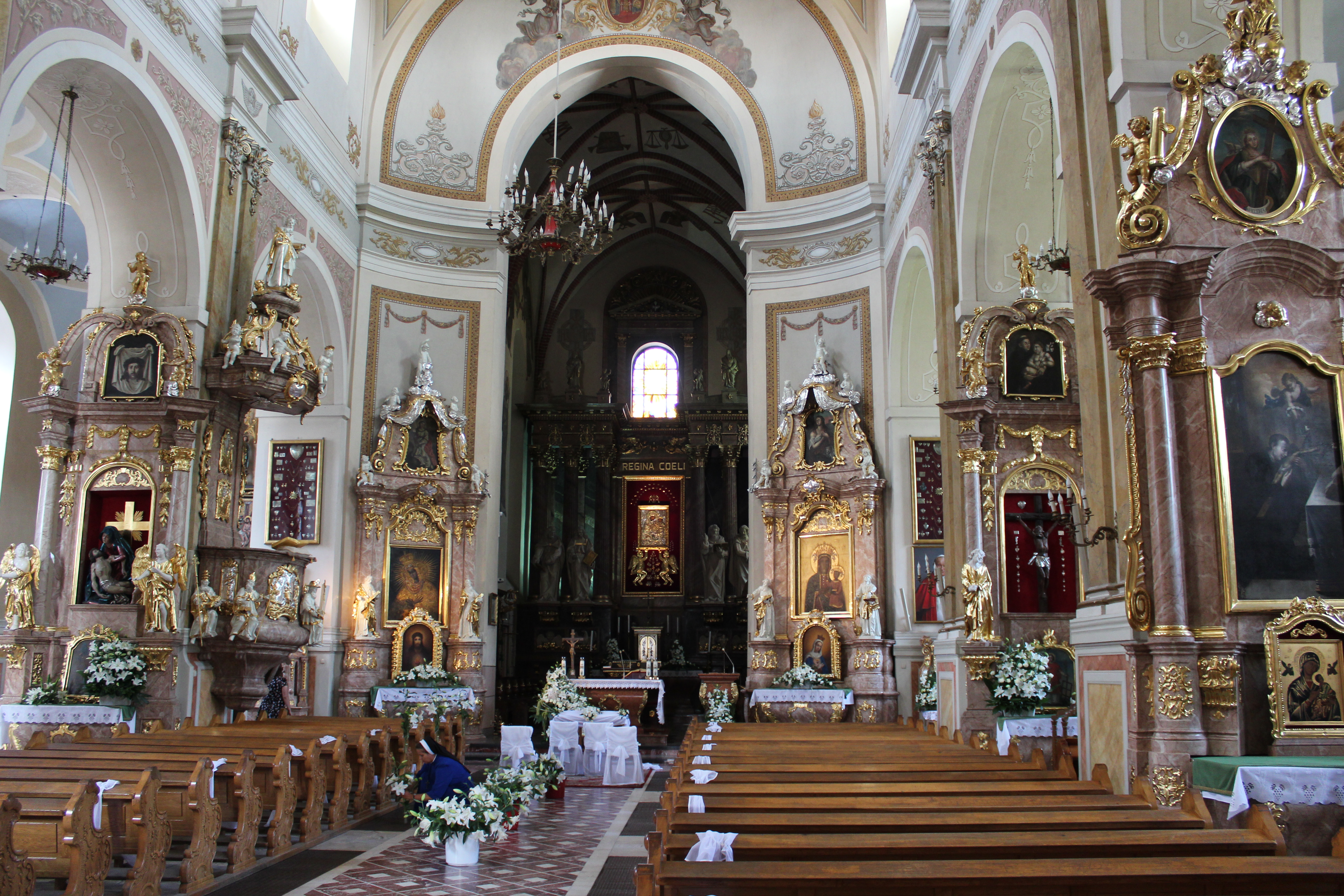
Barokowe wnętrze bazyliki

Początki kultu św. Józefa w Kaliszu sięgają 1670, kiedy miał zostać uzdrowiony – według wiernych, za przyczyną św. Józefa – chłop, mieszkaniec wsi Szulec, który w ramach wdzięczności ufundował obraz Świętej Rodziny, umieszczając go w kolegiacie. Znaczny rozwój kultu św. Józefa przypadł na drugą połowę XVII wieku i na XVIII wiek.
Do znacznego rozwinięcia i znaczenia kultu św. Józefa po II wojnie światowej przyczyniły się trzy wydarzenia: wyzwolenie księży – więźniów z niemieckiego obozu koncentracyjnego w Dachau (29 kwietnia 1945), utworzenie w Kaliszu Polskiego Studium Józefologicznego (24 września 1969) oraz wizyta papieża Jana Pawła II w kaliskim sanktuarium (4 czerwca 1997). 
Wiosną 1945 księża uwięzieni w Dachau złożyli obietnicę, że jeśli przeżyją obóz, to odbędą pielgrzymkę do Kalisza, do czego doszło w dniach 17–19 kwietnia 1948. Uroczystościom przewodniczyli kardynał August Hlond i były więzień, biskup Franciszek Korszyński. Początkowo patronem diecezji została Święta Rodzina, dopiero później „Święty Józef małżonek Maryi Dziewicy, Opiekun Zbawiciela”.
3 grudnia 2017 roku w bazylice zainaugurowano z udziałem nuncjusza apostolskiego w Polsce abp. Salvatore Pennacchio „Nadzwyczajny Rok Świętego Józefa Kaliskiego”, potrwa on do 6 stycznia 2019 roku.

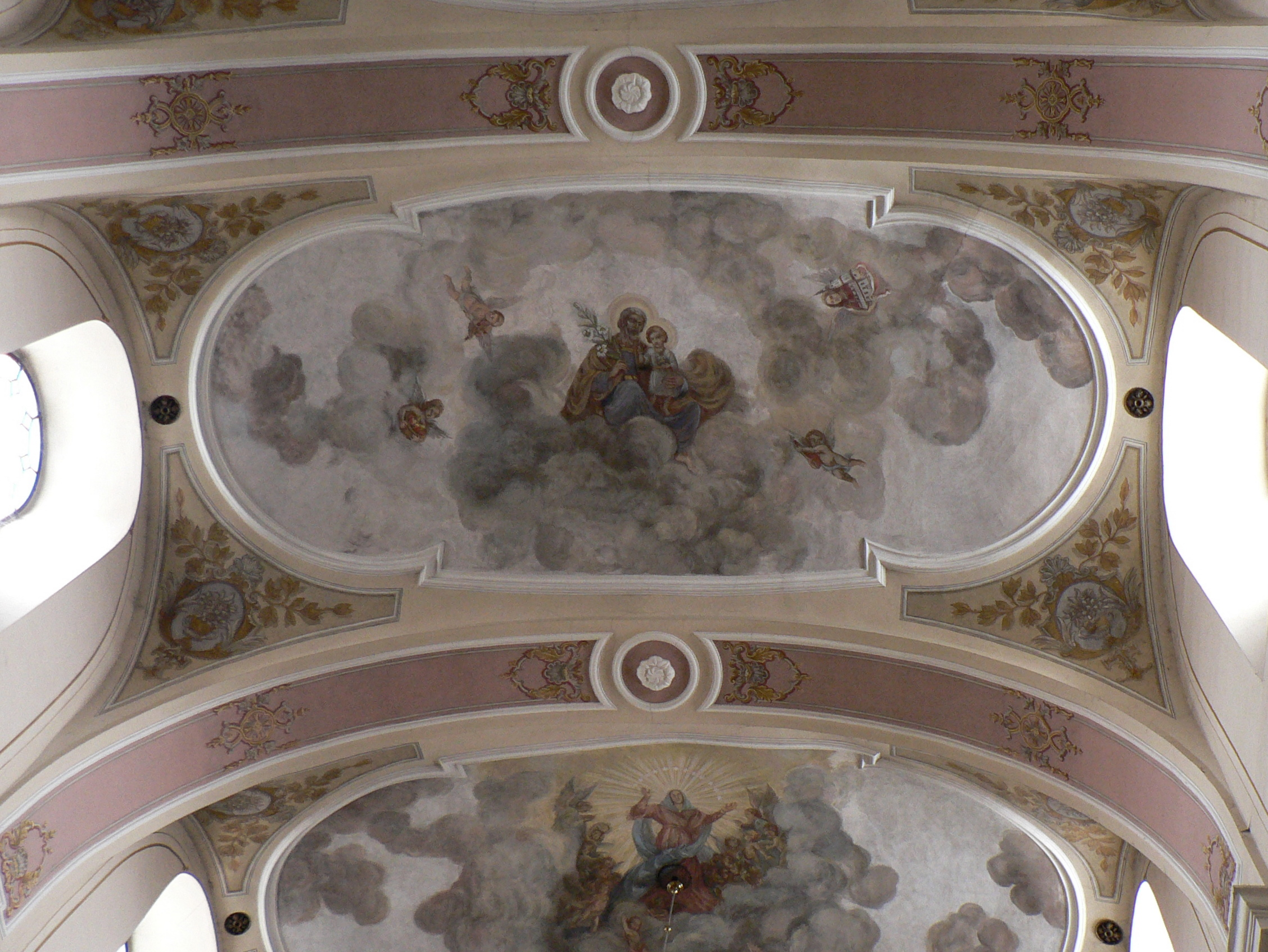
Sklepienie w sanktuarium św. Józefa

Do sanktuarium pielgrzymki z diecezji i całej Polski. Liczbę pielgrzymów szacuje się na około 200 tysięcy rocznie, głównie rzemieślników. Spotkania modlitewne w pierwsze czwartki miesiąca są transmitowane przez Telewizję Trwam oraz Radio Maryja, co również jest związane z pielgrzymkami widzów i słuchaczy tych mediów do Kalisza.

## Obraz św. Rodziny

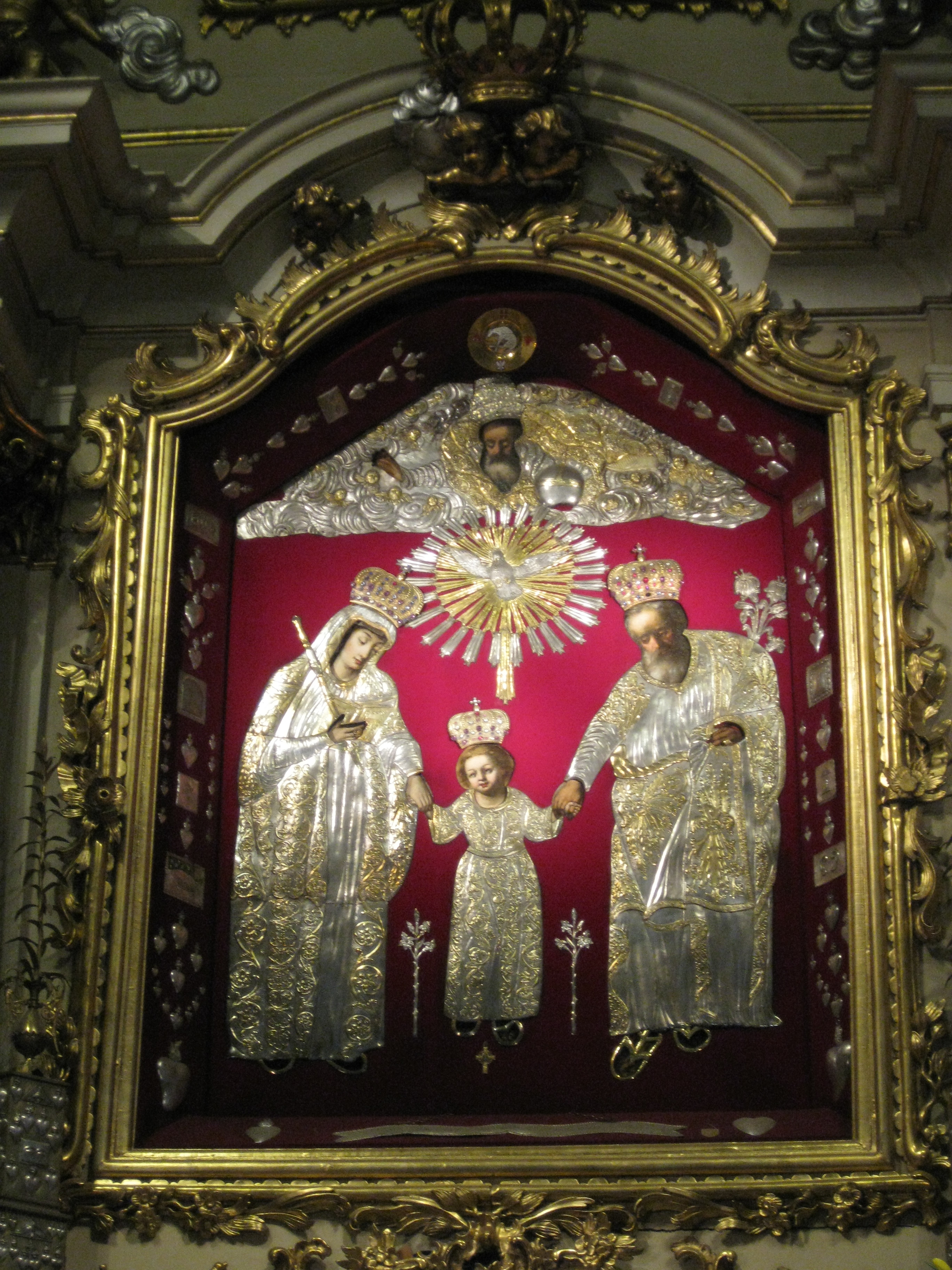
Obraz Świętej Rodziny

Początek kultu wizerunku Świętej Rodziny jest dokładnie nieznany, podobnie jak jego autor. Przypuszcza się, że był to uczeń włoskiego malarza Tommasa Dolabelli, pracujący na dworach królów polskich w XVII wieku. W latach 1751–1779 kustosz kolegiaty kaliskiej zarejestrował i opublikował niemal 500 dowodów uzdrowień za przyczyną świętego Józefa, czczonego w obrazie Świętej Rodziny. W 1783 papież Pius VI wydał orzeczenie o cudowności obrazu, 31 maja tego samego roku w Rzymie dokonano koronacji kopii wizerunku Świętej Rodziny. 3 sierpnia 1783 gotycka świątynia zawaliła się wraz z frontową elewacją, katastrofa oszczędziła prezbiterium, zakrystię oraz ołtarz gdzie umieszczony był obraz. Kolegiatę odbudowano w 1792 zmieniając jej styl na późnobarokowy oraz m.in. wydłużając ją o 12 metrów i dobudowując wysoką wieżę oraz kaplicę dla obrazu Świętej Rodziny.

## Organy
Organy w kaliskiej bazylice kolegiackiej po razy pierwszy były wzmiankowane w roku 1755 przez wizytatora biskupiego kanonika Mateusza Chylewskiego. Szafę organową wykonał znany rzeźbiarz Franciszek Eytner, który jest autorem innych elementów wyposażenia bazyliki. Niewiele jest wiadomo o pierwotnym instrumencie w kościele.
W 1783 roku instrument uległ zniszczeniu w wyniku katastrofy budowlanej  Podczas odbudowy korpusu nawowego powiększono kościół o jedno przęsło oraz wykonano murowaną emporę organową. W związku ze zbliżającą się koronacją cudownego obrazu św. Józefa ks. Stanisław Józef Kłossowski postarał się o budowę nowych organów, które ukończono do 1796 roku. Do odbudowy wykorzystano przypuszczalnie elementy starego instrumentu uratowane od zniszczenia.
W 1909 roku organy przebudowała firma Spiegla, która powiększyła dyspozycję do 29 głosów, przebudowała system powietrzny oraz wykonała nowy kontuar. Kolejnej przebudowy dokonał warsztat Adolfa Homana z Warszawy. 
Obecną formę organy uzyskały w trakcie II wojny światowej. Budowę nowego instrumentu powierzono firmie Gebrüder Jehmlich z Drezna. Organy otrzymały numer 621. Prace rozpoczęto we wrześniu 1943 roku. Przy budowie instrumentu wykorzystano część piszczałek i wiatrownic z poprzedniego. Inauguracja organów odbyła się 5 lutego 1944 roku. W programie koncertu, którego wykonawcą był Walter Borner, znalazły się między innymi dzieła Bacha i Regera.
W 2014 roku gruntownie odnowiono szafę organową, odkrywając jej pierwotną kolorystykę. Od 2014 roku, trwały prace przy instrumencie, których wykonawcą był warsztat Zdzisława Mollina z Odrów.
Dyspozycja instrumentu:
| Manuał I             | Manuał II            | Pedał                  |
| -------------------- | -------------------- | ---------------------- |
| 1. Prinzipal 8’1     | 1. Gedackt 8’        | 1. Prinzipalbaß 16’1 5 |
| 2. Gemshorn 8’1      | 2. Salicional 8’     | 2. Violonbaß 16’       |
| 3. Bordun 8’1        | 3. Prinzipal 4’      | 3. Subbaß 16’6         |
| 4. Flöte 8’          | 4. Zartgeige 4’      | 4. Oktavbaß 8’1        |
| 5. Viola di Gamba 8’ | 5. Flauto dolce 4'3  | 5. Violoncello 8'7     |
| 6. Oktave 4’1        | 6. Waldﬂöte 2’       | 6. Oktave 4’1          |
| 7. Rohrﬂöte 4’1      | 7. Echomixtur 4-fach | 7. Posaune 16’1        |
| 8. Quinte 2⅔’1       | 8. Oboe 8'4          |                        |
| 9. Superoktave 2’1   |                      |                        |
| 10. Kornett 3-fach2  |                      |                        |
| 11. Mixtur 5-fach1   |                      |                        |
| 12. Trompete 8’1     |                      |                        |

## Relikwie świętych i błogosławionych
W kolegiacie kaliskiej zachował się szereg zabytkowych relikwiarzy w postaci kartuszy, udekorowanych w rokokowym motywie rocaille. Na przestrzeni lat w świątyni zgromadzono także wiele relikwii, wśród nich:
- relikwie błogosławionej Marii Angeli Truszkowskiej (1999)
- relikwie świętej siostry Faustyny Kowalskiej (2004)
- relikwie świętej Joanny Berretty Molli (2004)
- relikwie błogosławionej Franciszki Siedliskiej (2006)
- relikwie błogosławionej Matki Teresy z Kalkuty (2006)
- relikwie świętego ojca Pio (2006)
- relikwie świętego brata Andrzeja z Montrealu (2009)
- relikwie świętego Ludwika i świętej Zelii Martin (2009)
- relikwie błogosławionych Marii Stelli i Towarzyszek (2010)
- relikwie świętego Zygmunta Szczęsnego Felińskiego (2010)
- relikwie błogosławionego księdza Jerzego Popiełuszki (2010)
- relikwie świętego Jana Pawła II (2011)